# Home
|  | Per a altres significats, vegeu «Home (desambiguació)». |

El símbol del gènere masculí al món occidental actual

Un home és una persona de sexe masculí de l'espècie humana, especialment quan ja és adult, en contraposició amb un nen.

## Etimologia i flexió
Els mots home i hom provenen de la paraula en llatí homo (homo, hominis), que significa ésser humà. La paraula home té un plural doble: homes o hòmens. Aquesta darrera forma, clàssica amb n etimològica, és viva en valencià, part del català occidental, eivissenc i alguerès.

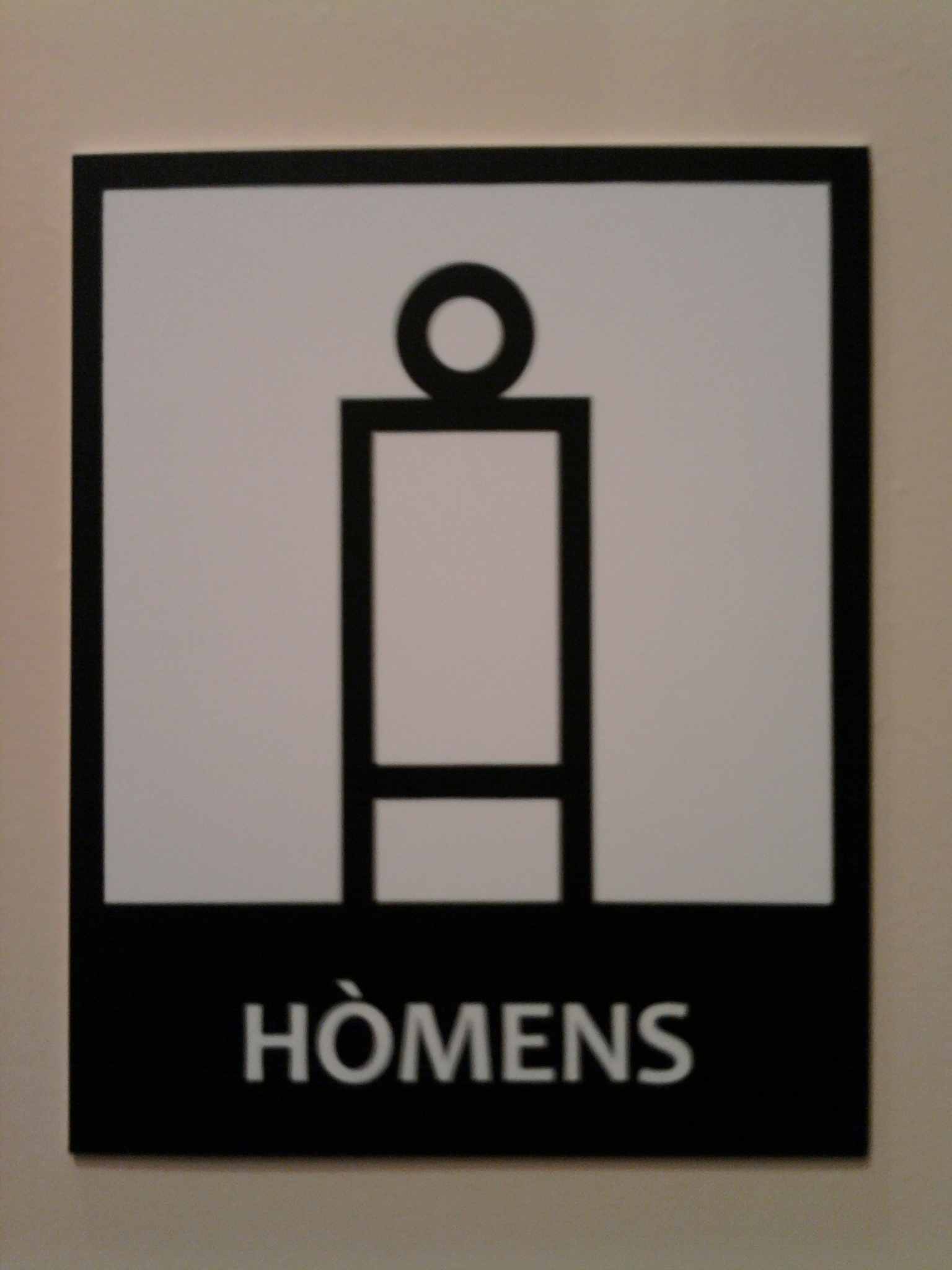
Cartell d'un lavabo amb el plural hòmens

## Biologia i gènere

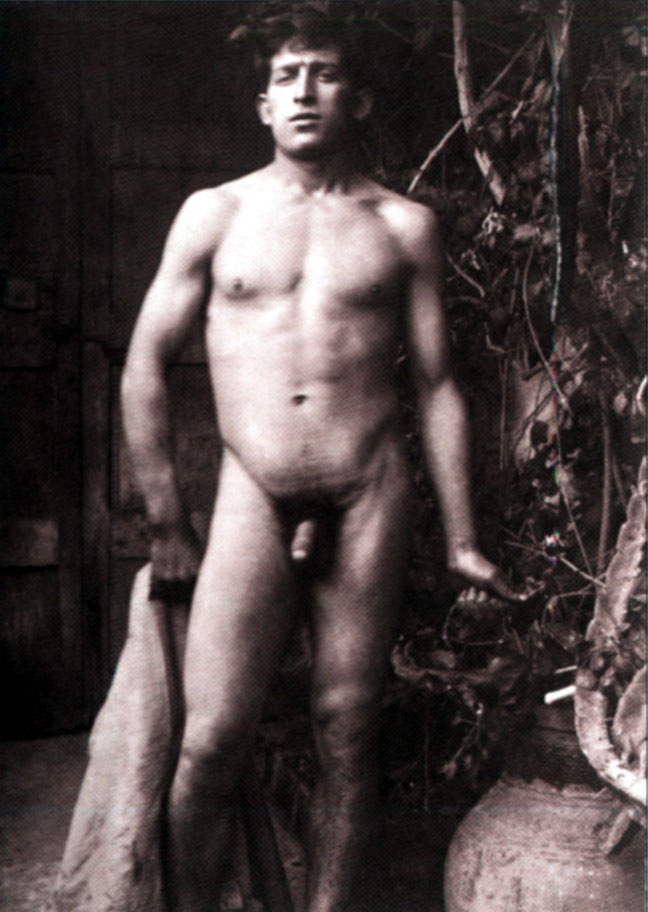
Fotografia d'un home nu de Wilhelm von Gloeden, 1895

La masculinitat biològica té el seu origen en la genètica de l'individu.
Els humans presenten dimorfisme sexual en moltes característiques, algunes de les quals no tenen cap relació directa amb la capacitat reproductiva, encara que la majoria d'aquestes característiques tenen un paper en l'atracció sexual. Algunes de les expressions del dimorfisme sexual en humans són l'alçada, pes i estructura de cos, encara que sempre hi ha exemples que no segueixen el patró global. Per exemple, els homes tendeixen a ser més alts que les dones, però hi ha molta gent dels dos sexes que és en la gamma mitjana d'alçada per a l'espècie.
Des del naixement, els homes i les dones tenen diferents genitals mentre que alguns exemples de característiques sexuals secundàries dels mascles en l'espècie humana, són adquirits durant l'adolescència:
- Un penis més gran i testicles.
- Més pèl facial.
- Maluc i pelvis més estrets.
- Espatlles i pit més amples.
- Pits no desenvolupats per a una possible lactància.
- Nou del coll prominent i veu més greu.
- Mans i peus proporcionalment més grans que els de les dones.
- Tendència a una mida lleugerament més gran: més massa muscular i d'ossos.

### Genètica

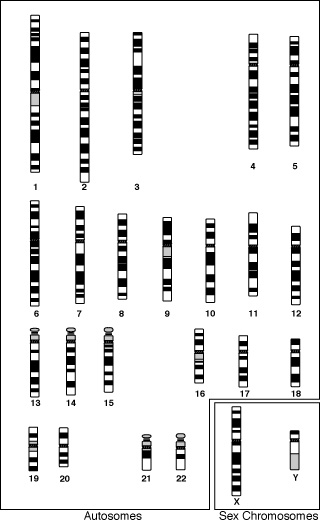
Cariotip d'un mascle humà

Els cariotips d'un ésser humà sa i normal contenen 21 parells de cromosomes autosòmics i un parell de cromosomes sexuals. Normalment els cariotips per a homes tenen tant un X com un cromosoma Y denotat, una combinació cromosòmica anomenada XY. El cariograma de tinció Giemsa és típic dels mascles humans.
En els humans, el sexe d'un individu està determinat generalment a l'època de fertilització prop del material genètic portat en l'esperma cèl·lula. Si una cèl·lula d'esperma d'un cromosoma X fertilitza l'oòcit, els descendents seran femelles (XX); si és una cèl·lula espermàtica amb un cromosoma Y, els descendents seran mascles (XY). Això es coneix com el sistema de determinació de sexe XY i és típic de la majoria dels mamífers, però bastants altres espècies tenen sistemes de determinació sexual diferents, incloent-hi alguns que són merament ambientals com per exemple molts rèptils. El terme característiques sexuals primàries denota la classe de gàmeta i la gònada que el produeix: L'ovari produeix òvuls en la dona, i els testicles produeixen cèl·lules espermàtiques en el mascle. El terme característiques sexuals secundàries denota totes les altres distincions sexuals que juguen papers indirectes unint esperma i ous. Les característiques sexuals secundàries ho inclouen tot, dels trets de mascles i femelles especialitzats del tracte genital, al plomatge brillant en els ocells mascles i pèls facials en els homes, passant per trets de la conducta com el festeig.

### Genitals

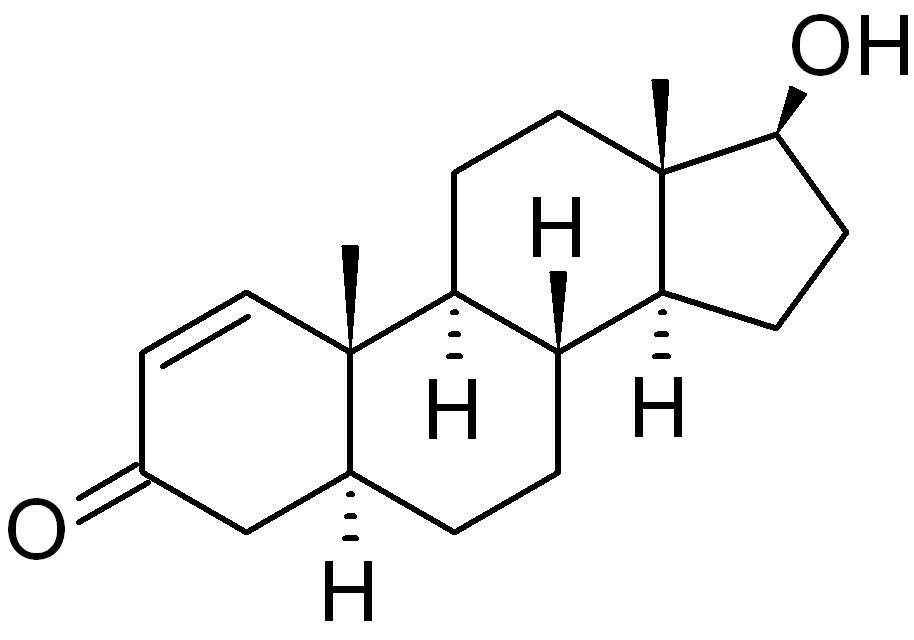
Molècula de testosterona, l'hormona que excreten els testicles

Els òrgans sexuals d'un home són part del seu sistema reproductiu i consten del penis, testicles, vasos deferents i la glàndula prostàtica. La funció del sistema reproductiu masculí és produir el semen que porta esperma, i per consegüent informació genètica, i excretar-lo perquè pugui ser usat per un oòcit dins de l'úter femení. L'estudi dels òrgans associats a l'home es denomina andrologia.
Les hormones que fabriquen i excreten als testicles es diuen andrògens, i és principalment la testosterona. En un embrió que encara no està diferenciat sexualment, la testosterona és un esteroide anabolitzant que estimula el desenvolupament del penis, entre d'altres. El concepte d'hormona sexual masculina no és del tot exacte perquè tant mascles com femelles secreten hormones dels dos tipus. Tanmateix, ho fan en quantitats diferents. Els ovaris de la dona també produeixen testosterona, que estimula el posterior desenvolupament de l'ovari.

### Malalties
En general, els homes pateixen de les mateixes malalties com les dones. En comparació a dones, els homes pateixen de més malalties - per exemple, el càncer de pròstata és un tipus de càncer que només els homes poden patir - i tenir una esperança de vida significativament més baixa. En són una excepció les malalties autoimmunitàries, la majoria de les quals tenen una predilecció pel sexe femení.

## Aspecte físic

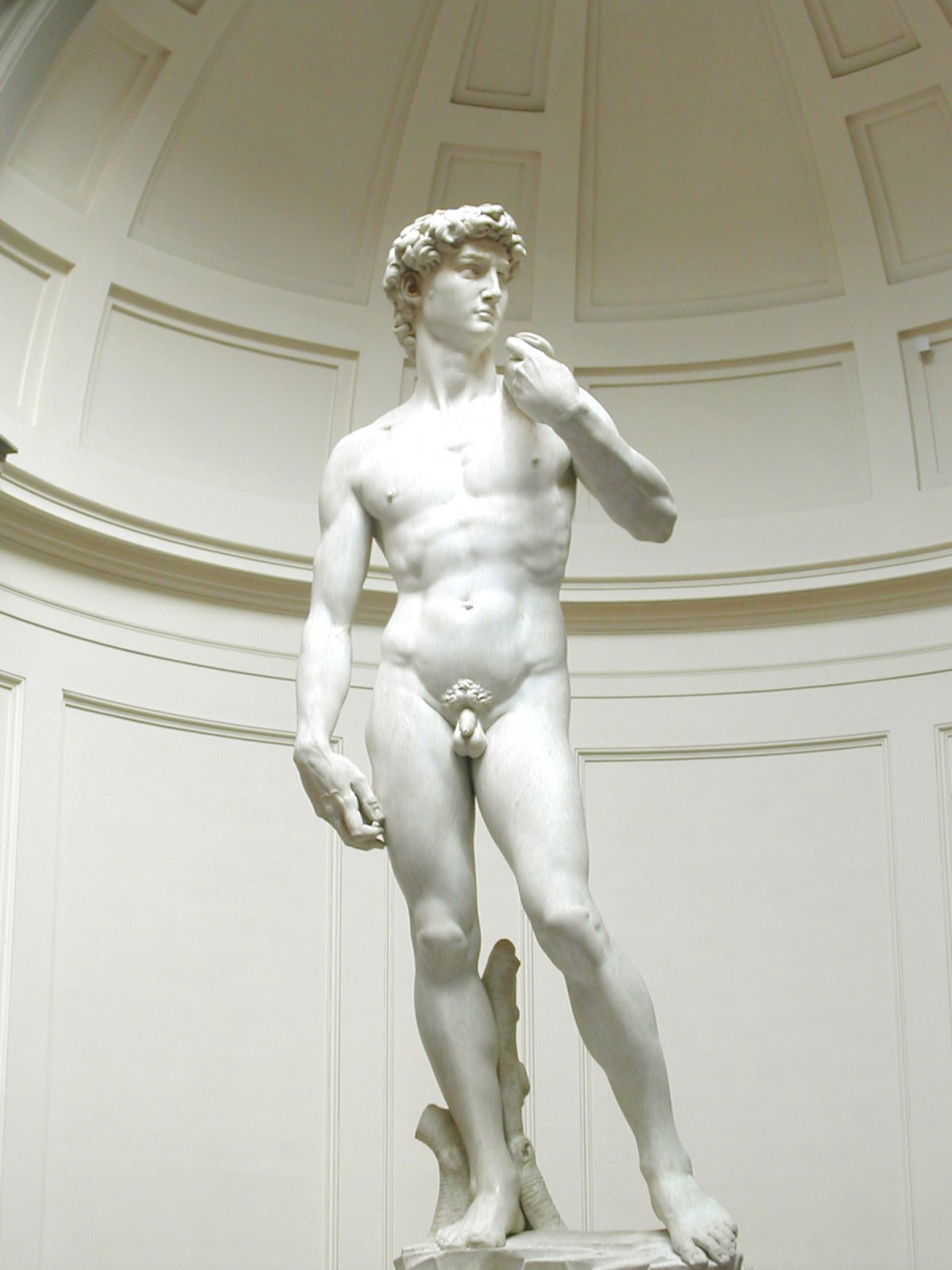
El David de Michelangelo

Generalment, per qüestions hormonals, els homes tenen un major pes ossi i major pes total que les dones. La dona té una pelvis més ampla, major angulació de fèmur i major lordosi lumbar que l'home. La distribució del greix és diferent en homes i dones, presentant-ne una distribució menor en glutis, mamelles, cuixes i malucs al cas dels homes. Durant l'adolescència els homes tenen menor alçada que les dones.
Tradicionalment es consideren tres mesures diferents entre homes i dones: els perímetres del tòrax, la cintura i la pelvis. L'os pelvià dels homes és més estret. Segons la proporció entre aquests perímetres es formen quatre tipus bàsics de cos: poma o triangular, on la cintura és més estreta, els malucs sobresurten poc i el pit és ampli; el cos recte, on la cintura té més d'un 75% de l'amplada dels altres punts d'inflexió; pera, on la cintura és més estreta que els pits, i els malucs el punt més ample; tipus rellotge de sorra, on les corbes estan més marcades que en altres tipus corporals, la cintura és estreta i les extremitats s'allarguen.

## Psicologia
Les diferències observades entre dones i homes en psicologia i manera de comportar-se són difícils d'estudiar, donat que els límits entre el que és part del rol cultural i el que és una ment diferent no estan gens clars

## Identitat sexual

Símbols de diferents identitats, rols, preferències i possibilitats sexuals

La identitat sexual d'un home és el sentiment d'una persona de pertinença a un determinat sexe, independentment del gènere, masculí o femení que biològica o socialment tingui assignat. Pot concordar amb el gènere de l'individu, si un home se sent home, o pot no ser així, com als casos de transsexualitat i intersexualitat. Hi ha qui creu que la identitat sexual només és una qüestió educativa imposada, o almenys influenciada, per una societat determinada.
L'home també pot crear-se i desenvolupar un rol sexual, amb formes de vestir i de comportar-se socialment en concordança amb la seva cultura i el seu gènere.

## Home i masculinitats

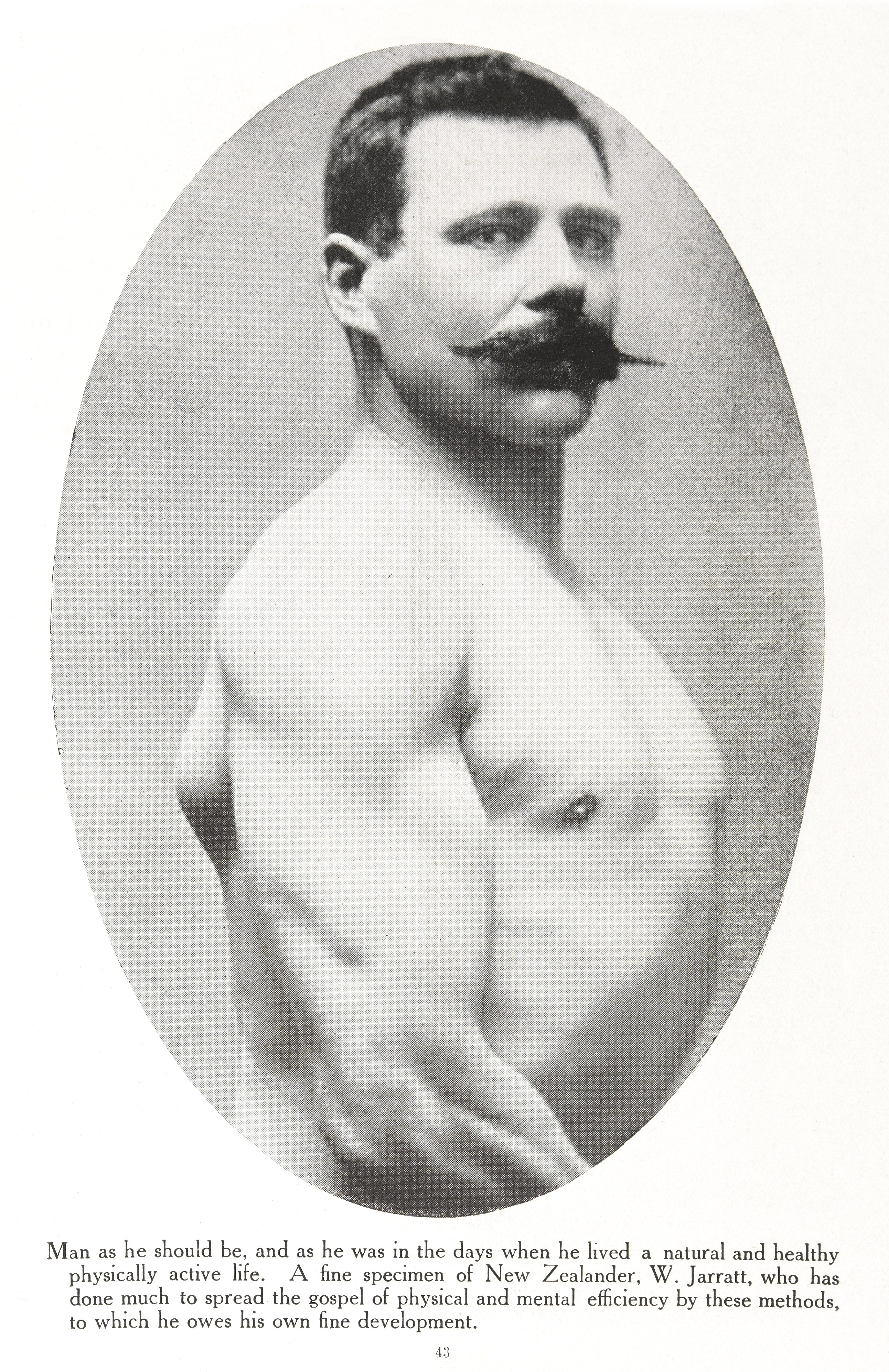
Home com hauria de ser, i com de fet era quan portava una vida físicament activa, natural i sana

No existeix una manera única de concebre i viure la masculinitat, sinó moltes. No és estàtica ni atemporal, sinó històrica i creada a cada cultura, significant coses diferents en diferents èpoques per a diferents persones.
Per exemple, un dels principals corrents teòrics dels quals s'han derivat explicacions sobre la condició masculina és el d'orientació sociobiologista, que es basa en el fet que "els sexes no estan fets per entendre's sinó per reproduir-se". Per a altres essencialistes, no és la genètica ni els espermatozoides el que està a la base de ser home sinó el fal·lus.
Altres autors consideren que la masculinitat és un artifici social. Per exemple, Maurice Godelier presenta la masculinitat com un sistema de dominació en el que el poder es basa en el control absolut de les dones i per a Pierre Bordieu la divisió entre sexes és una construcció social que permet l'opressió dels homes sobre les dones i que, si ha tingut tant èxit, és perquè s'ha presentat com quelcom natural i inevitable. Per a David Gilmore la masculinitat és un artifici de la cultura i dubta que existeixi un arquetip global de la virilitat.
Raewyn Connell va proposar el concepte en plural de masculinitats i el que es fa servir actualment, "home i masculinitats", al corrent Men's Studies, segons el qual la construcció social de la masculinitat és diferent segons els temps i els llocs, i que s'hauria de redefinir, ja que es realitza sempre en relació amb allò que és femení, com negació i repudi de la feminitat.

## Simbologia

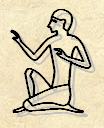
Ideograma egipci representat l'home

El símbol del gènere masculí occidental actual és un cercle amb una fletxa i es coneix com a "llança de Mart" o "fletxa d'Ares". S'ha suggerit que l'arma és un símbol fàl·lic. És el símbol que representa el déu i el planeta Mart, ambdós considerats símbols de la masculinitat, front a Venus, que simbolitza la feminitat. El corrent mitopoètic estableix quatre arquetips que conformen la psicologia de l'home: El Rei, El Guerrer, El Mag i L'Amant.
Corporalment, en algunes societats, es consideren símbols masculins i de l'home la barba o uns genitals de mida gran, que es poden ressaltar o amplificar visualment per mitjà de la indumentària i accessoris.

## Ideals de bellesa

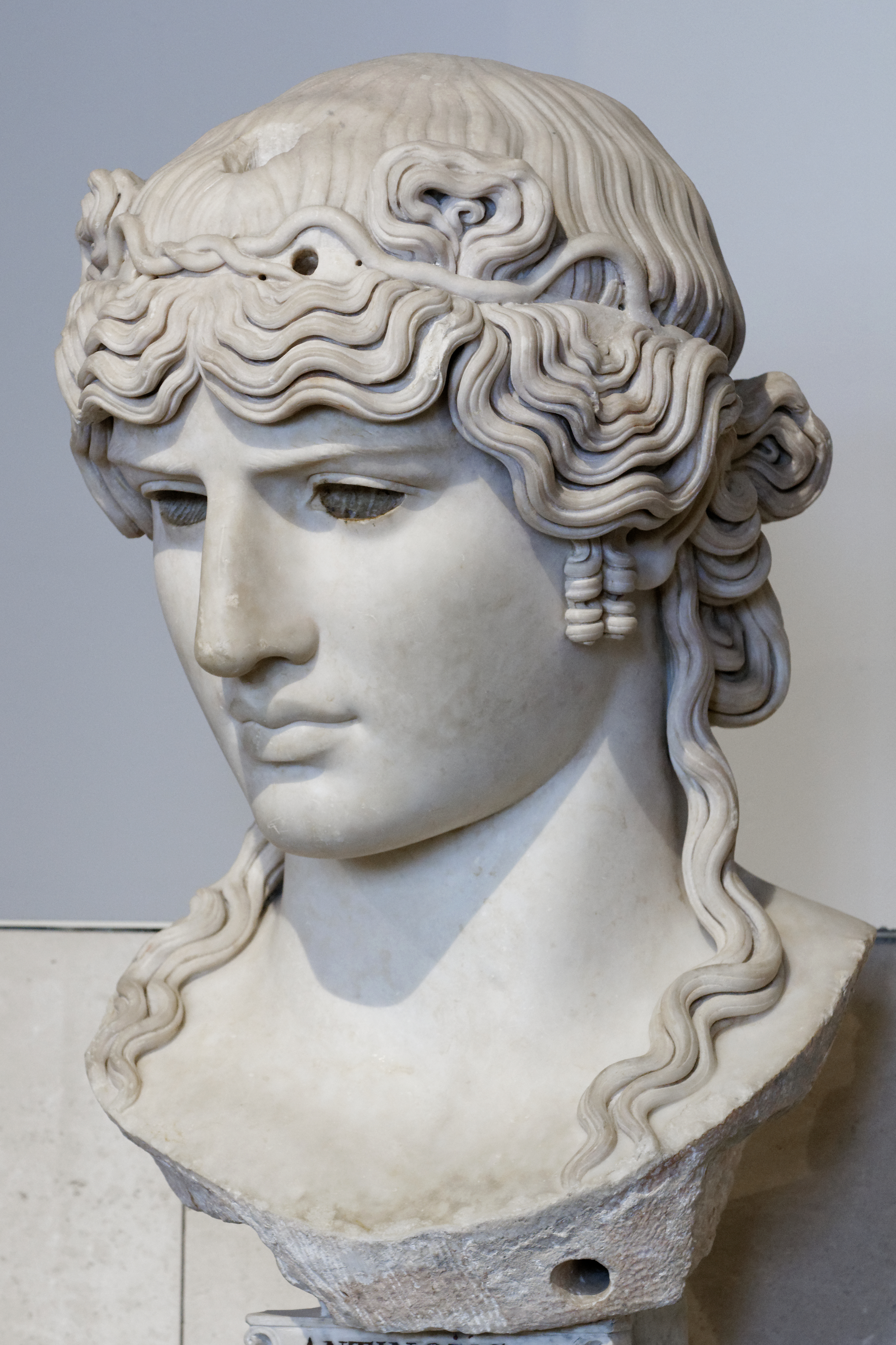
Antínous es considerava un referent de bellesa masculina a l'imperi romà

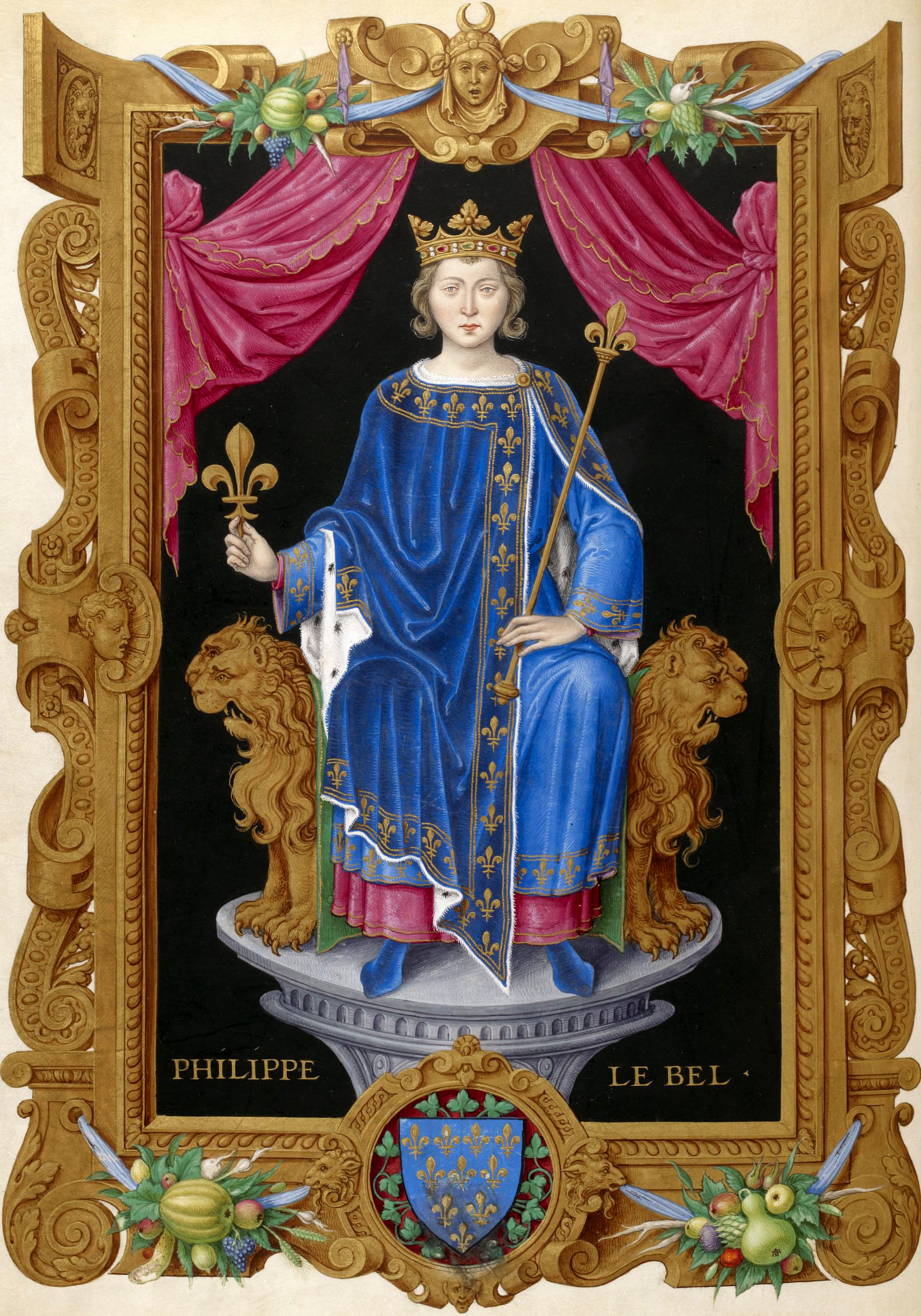
Felip, el bell

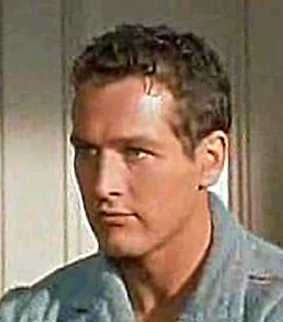
Paul Newman, referent de bellesa masculina al, a La gata sobre la teulada de zinc calent

Històricament, al món occidental, la bellesa masculina a l'art s'ha vist gairebé sempre des del punt de vista masculí, és a dir la bellesa dels homes segons homes homosexuals o heterosexuals. Als segles XX i XXI algunes artistes i feministes s'han interessat a donar nous models de bellesa, sexual o no, femenina, prioritzant aquesta investigació sobre el treball de la bellesa masculina des del punt de vista de les dones.
A l'antiga Grècia, les escultures de figures masculines estaven destinades als homes pederastes de l'aristocràcia i representaven cossos joves sempre nus o seminus, fins i tot quan realitzaven tasques a les quals les persones solen portar roba, com anar a combat, influint la pintura i escultura posteriors. Ja a l'època arcaica, per exemple, els curos masculins estaven parcialment o totalment despullats sempre mentre que les cores femenines vestien xitons o peples. L'ideal masculí estava basat en els joves atletes i gimnastes. L'imperi romà, un poble més guerrer, a l'atleta li va afegir una armadura. La bellesa masculina clàssica és doncs un cos molt jove, adolescent o gairebé, de complexió atlètica, sense pèl facial i sovint amb cabell ondulat, llarg i abundant, tot i que el tallat de cabells pot dependre de modes locals.
A l'edat mitjana, a Europa, els cabells llargs indicaven virilitat. L'ideal de bellesa s'associava a un cavaller guerrer, i com a tal havia de ser alt, fort i amb espatlles amples per aguantar l'armadura, mans grans com a símbol d'habilitat amb l'espasa i cames llargues i rectes. Les vestimentes afavoridores eren les corresponents a un cavaller preparat pel combat.
El David de Miquel Àngel es considera l'ideal de bellesa masculina al renaixement italià. L'ideal de bellesa masculina segons els homes del renaixement era una figura amb pits amples, sense pèl facial, cabells llargs i lluents, celles poblades i marcades i la mandíbula ampla.
Al barroc la bellesa s'associa amb l'artificialitat, la fastuositat i la coqueteria. Destaquen els vestits sumptuosos de múltiples capes, sota els que s'endevinen cossos més rodons que al renaixement, i sabates de taló, joies, puntes, pompositat, perfums. Pel que fa al cap ara està de moda la profusió del pèl, moltes vegades amb perruca, la pell molt blanca i les galtes rosades, amb molt de maquillatge, pigues i carmins.
Al segle xxi, alguns experiments en psicologia basats en puntuacions o comentaris de persones front a fotografies d'homes amb trets diferents sostenen que sembla que en els homes es valora que sigui alt, amb un tors tendint a la forma de V, amb les espatlles amples i, a algunes cultures més que d'altres, els músculs molt desenvolupats.

## Rol social
Els estereotips i rols de gènere són creences, idees preconcebudes i prejudicis que s'han anat construint i transmetent culturalment en les societats al llarg del temps i que reparteixen atributs de les persones entre homes i dones, limitant les seves respectives possibilitats de desenvolupament. Un dels rols assignats tradicionalment als homes és el de ser responsables de les activitats productives i les activitats de representació política.
La sociologia estudia les diferències (rols de gènere) que hi ha en el comportament dels homes i les dones a la societat humana, així com les importants diferències que hi ha en la repartició dels rols entre ambdós gèneres (vegeu masculinitat i feminitat).

### Universalisme masculí
L'universalisme masculí és tot comportament o actitud seguint un biaix cognitiu o una postura de pensament premeditada que considera que el món està format únicament per homes. Aquesta uniformalització nega els punts de vista i fins i tot l'existència d'altres gèneres i porta a l'androcentrisme, a més de la conseqüent discriminació i violència envers els altres gèneres. Exemples típics en són el falogocentrisme, tot el que consideri que el masculí és el neutre, o que "home" equival a "ésser humà". Es considera una manifestació de masclisme estructural, social o personal, segons l'entitat o individu on es presenti.

### Androcentrisme
L'androcentrisme és una praxis societària on tant els models vitals masculins com les actituds masculines s'afirmen com a universals, mentre que les de les dones són ignorades o considerades complementàries. Emmarca les capacitats de l'ésser masculí com motor individual i universal de l'esdevenir humà. Inclou els conceptes que el general i el neutre són masculins. És típic de les societats patriarcals, com l'europea al llarg de tota la seva història, incloent per exemple l'humanisme al renaixement ("l'home com a mesura de totes les coses", segons la frase de Protàgores) i el racionalisme a la il·lustració, basat en veritats úniques, absolutes i "universals" que sempre tenien només en compte el punt de vista d'un home ric, blanc i europeu.

#### Aspectes lingüístics

La figura de l'esquerra és neutra, sense atributs. A partir d'ella, la general, cal afegir característiques per a construir una dona (faldilla), un nen (mida petita) i un malalt o persona gran (amb bastó). La primera persona és un home, en quin sentit? El genèric home+dona o només home? Quin atribut té l'home? Què passa si un home porta faldilla o una dona no la porta? L'ús genèric del masculí i la paraula "home" (i "hom") a la llengua presenta els mateixos problemes comunicatius.

El masculí genèric és l'accepció del mot home com a denominatiu de l'espècie humana; de tota persona. Per això es pot emprar home (i la consegüent concordança de gènere) com a terme que inclou homes i dones de totes les edats. El masculí genèric requereix l'ús de l'article (el, l'), mai del determinant (un): (genèric) L'home pertany a la classe dels homínids; (masculí/no-genèric) Un home ha de ser valent.
En les llengües indoeuropees tradicionalment, fins al segle xx, el terme "home" designava l'espècie humana i era el terme "dona" el que s'especialitzava. Aquest pensament androcentrista queda reflectit a la llengua:
- Anglès: Man, Woman (wo+man)
- Francès: On fait ça (On prové d'home)
- Català: Hom fa això. (Hom prové d'home, com en tothom)
- Alemany: Man macht das (Man prové de Mann)

La visió general de grups feministes i punts de vista propers considera que això ocorria perquè l'antropologia i la societat en general han estat sempre masculines. En una cultura patriarcal i masclista, amb un punt de vista del món centrat exclusivament en homes, sembla coherent que per defecte el neutre o general sempre correspongui al mascle, i no només a la llengua sinó, per exemple, en les icones actuals, senyals de trànsit, de lavabos, dibuixos animats, etc. on cal afegir sempre algun atribut que indiqui "dona" o "femení" però no cal per a indicar "home" ni "masculí".
Però en una societat d'homes i dones al mateix nivell, que considera també el punt de vista de la dona, no vol acceptar el masculí per defecte i genèric a la comunicació general (iconografia, etc.), incloent la lingüística, i prefereix puntualitzar tots els casos gramaticals possibles en femení. El femení genèric pot correspondre a "persona", que inclou homes i dones.
També hi surten guanyant els homes, ja que en incorporar la dona en el neutre, si s'usa la mateixa fórmula per a "neutre", "general" o "homes i dones" que per a "home" especificat, resulta que els homes especificats no tenen espai propi.

"Home" usat com a neutre
"Home" neutre i "dona" especificada, les dones entren als dos i els homes no en tenen cap per a ells sols

### Patriarcalisme
El patriarcat és l'estructura d'una organització sociocultural en la qual la totalitat de les relacions socials es basa en el domini de l'home, establint que és superior a la dona.
En 1973, Steven Goldberg va publicar un llibre titulat La inevitabilitat del patriarcat en el qual definia el patriarcat com a «tota organització política, econòmica, religiosa o social, que relaciona la idea d'autoritat i de lideratge principalment amb l'home, i en la qual l'home ocupa la majoria dels primers llocs d'autoritat i direcció». Segons Goldberg, és una evidència que en «totes» les societats la voluntat de la dona està «quelcom subordinada» a la de l'home, i que «l'autoritat general en les relacions duals home-dona i familiars, qualssevol que siguin els termes en què una determinada societat defineixi l'autoritat, resideix, en últim terme, en l'home».

### Estereotips

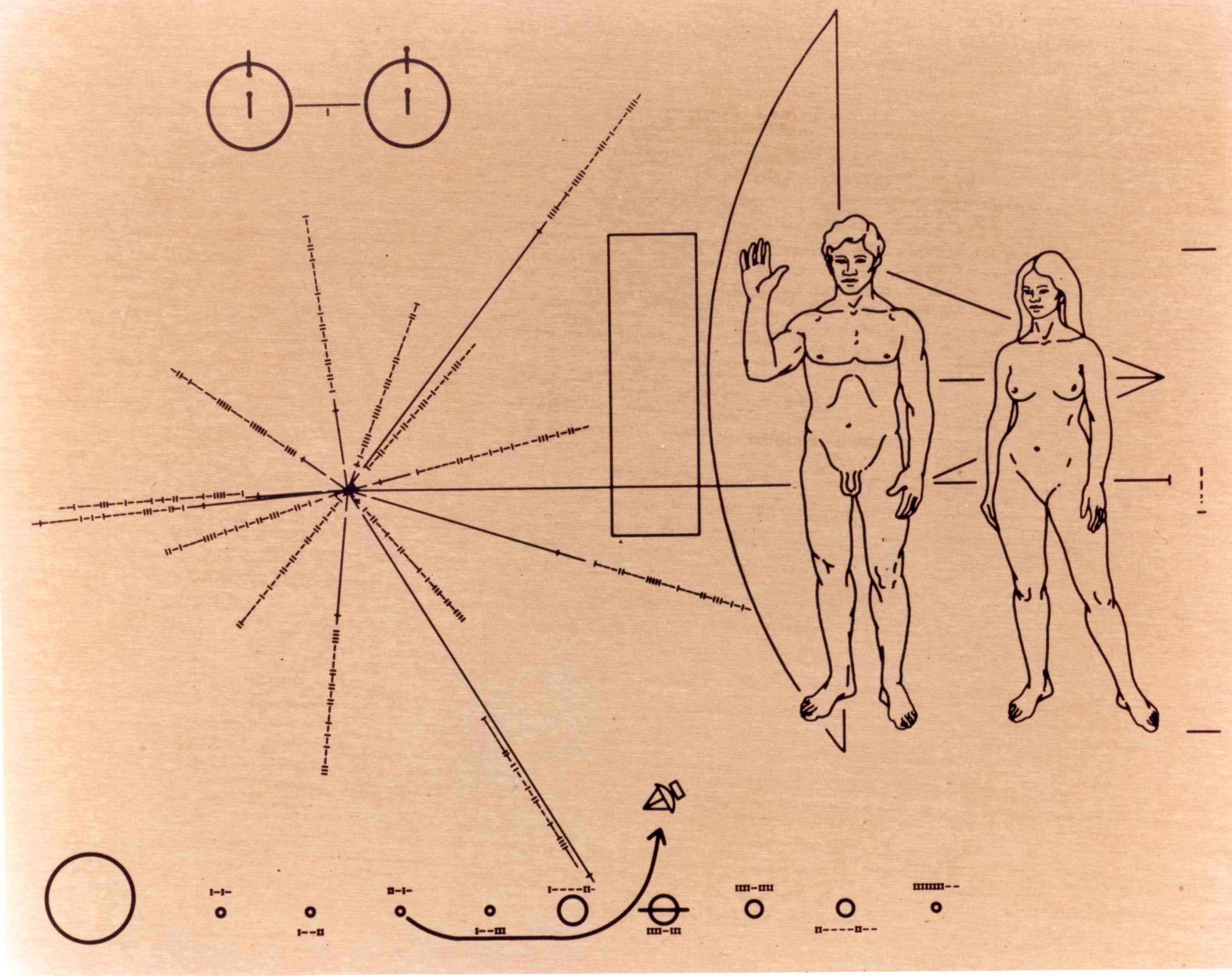
Placa de la sonda Pioneer 10, llançada el 1972, que mostra un home actiu, mirant al front i saludant, mentre la dona, més endarrerida o més petita, el mira.

Els estereotips sobre els homes són imatges mentals, generalment simplificades, compartides en les seves característiques essencials per un gran nombre de persones en una societat, lloc i època concrets. Als homes se’ls acostuma a associar amb qualitats com el poder, el coratge, la independència, l'autonomia i l'equilibri. També a aspectes com la vida pública, exterior, front a la llar, la feina front a la família, la ment front el cos, l'acció front a la passivitat. L'home és portaveu, líder i cap jeràrquic, en canvi, difícilment es reconeix la incorporació dels homes a tasques que tradicionalment i històricament s'han considerat femenines, com per exemple infermeres, mestres i mestresses de casa.
Alguns arquetips típics són el rei, el guerrer i el mag.

### Dominació

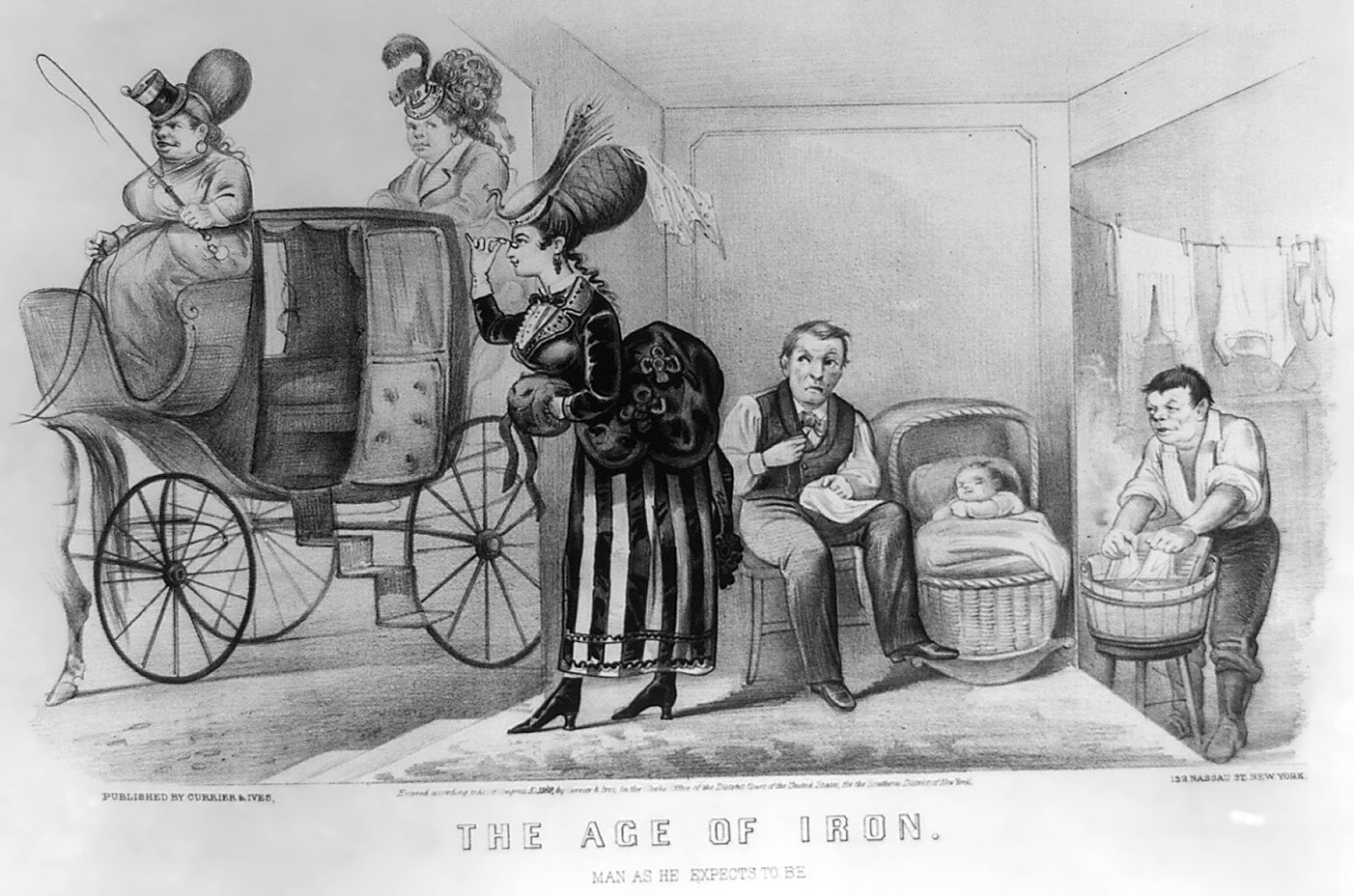
Age of Iron. Man as he expects to be

A gran part de societats patriarcals basades en el paradigma de la dominació, històricament el model tradicional majoritari a Europa, es nega a les dones a tenir una visió del món diferent a la dels homes. La dominació masculina és una de les formes de violència simbòlica envers les dones que consisteix en una forta asimetria entre els rols de gènere explícits o implícits, conscients i inconscients, en una societat masculinitzada. Inclou una economia de béns simbòlics a la qual l'home és un subjecte que produeix béns productius considerats valuosos (vegeu Capitalisme i Divisió sexual del treball) mentre que la dona és un objecte (vegeu Objectització de la dona) anònim, considerat de poc valor. La força o dominació masculina es basa en la separació de rols femení i masculí i en que a aquest darrer no li cal mai justificació, ja que en una societat amb un punt de vista androcèntric és vista com la neutra i normal (vegeu Principi de la barrufeta). La dominació està relacionada amb l'explotació, l'exclusió i la discriminació.

### Discriminació

Icona discriminatòria

El masclisme és la discriminació per part dels homes envers les dones. El feminisme no és la discriminació envers els homes sinó la lluita per la igualtat de drets, incloent el dret a la diferència. També existeix la discriminació positiva, destinada a intentar pal·liar en part una discriminació contrària massa gran, com poden ser les polítiques destinades a introduir dones als llocs de poder.
Algunes persones consideren que el preu més alt que paguen els homes en les assegurances de cotxes, a causa de tenir estadísticament més accidents, és discriminació vers els homes. Un altre exemple pot ser el fet que en les separacions de parelles heterosexuals amb nens petits, passat el període de lactància, per defecte aquests solen passar a viure amb la mare, potser a causa de l'estereotip que les dones són les mestresses de casa i cuidadores.